# Leucanthemella
 Leucanthemella  Tzvelev, 1961 è un genere di piante angiosperme dicotiledoni della famiglia delle Asteraceae, sottofamiglia Asteroideae, tribù Anthemideae (Asian-southern African grade) e sottotribù Artemisiinae.

## Etimologia
Il nome del genere deriva dal nome del genere Leucanthemum con l'aggiunta del diminutivo latino "-ella".
Il nome scientifico del genere è stato definito dal botanico Nikolai Nikolaievich Tzvelev (1925-2015) nella pubblicazione " Flora URSS (Flora Unionis Rerumpublicarum Sovieticarum Socialisticarum)..." ( Fl. URSS 26: 137 ) del 1961.

## Descrizione

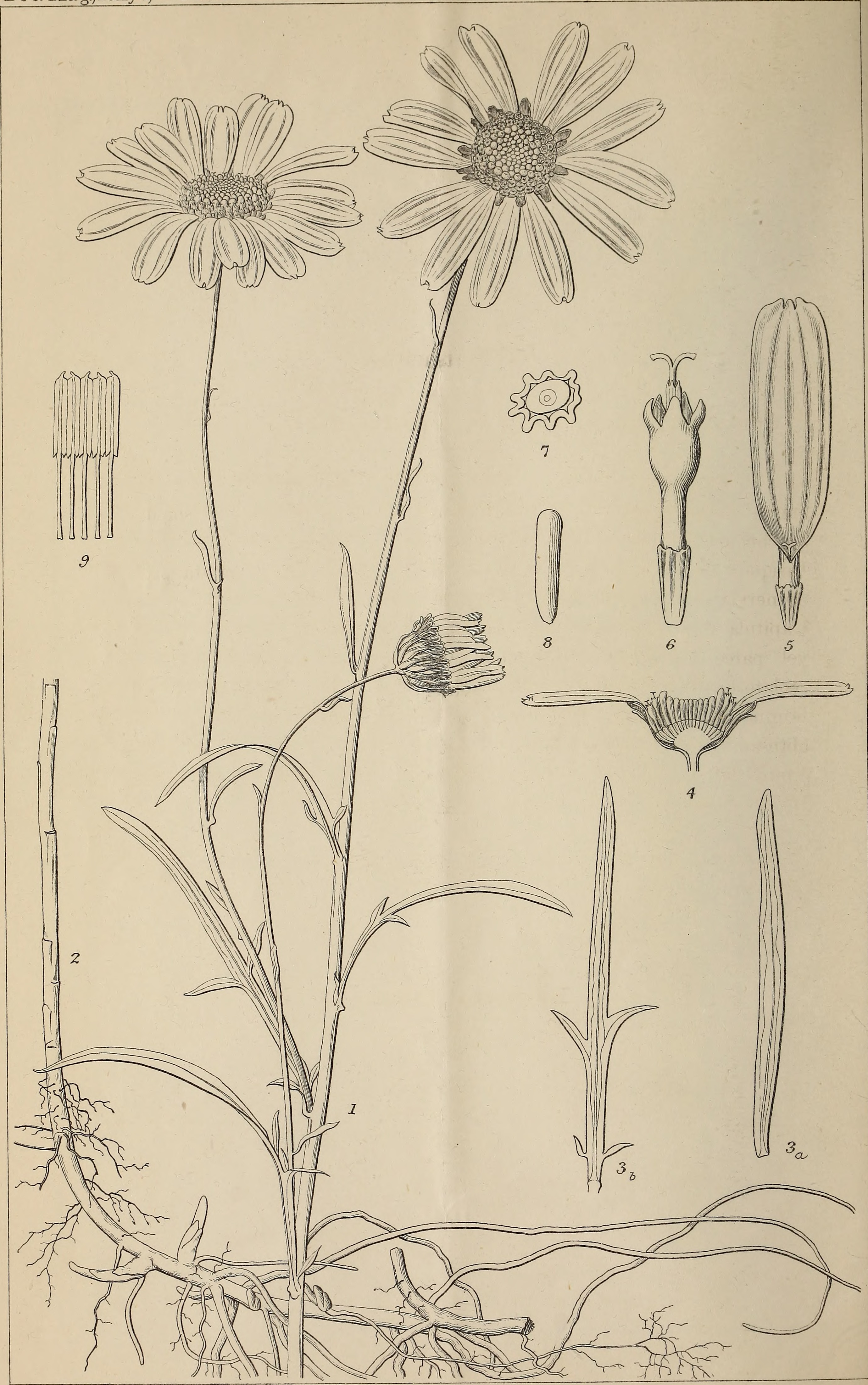
Il portamento
Leucanthemella linearis

Portamento. Le specie di questa genere sono erbe perenni. L'indumento è assente, oppure consiste in brevi peli ghiandolari (medifissi o basifissi - secondo il tipo di attaccatura) o anche di altro tipo (stellato o tomentoso). Non sono piante aromatiche e neppure rizomatose (oppure i rizomi sono prostrati).
Fusto. La parte aerea in genere è eretta e scaposa, appena ramosa. Altezza media: 50 - 150 cm.
Foglie. Le foglie lungo il caule sono disposte in modo alterno e sessile con lamina intera o seghettata con forme da oblunghe a lanceolate (pennate). Le basi a volte sono più o meno abbraccianti. I margini delle foglie spesso hanno 2 – 4 lobi in posizione prossimale e sono seghettati distalmente. La superficie è ghiandolare-puntata (pelosa o glabra).
Infiorescenza. Le sinflorescenze sono formate da capolini solitari o 2 - 3 raccolti in modo corimboso lasso. Le infiorescenze vere e proprie sono composte da un capolino terminale peduncolato di tipo radiato eterogamo. I capolini sono formati da un involucro, con forme da meniscoidi a emisferiche, composto da 30 - 50 brattee, al cui interno un ricettacolo fa da base ai fiori di due tipi: fiori del raggio e fiori del disco. Le brattee, piatte, con forme da ovate o obovate a oblanceolate (non carenate abassialmente), con margini e apici scariosi (le punte non sono notevolmente dilatate) e a consistenza erbacea, sono disposte in modo più o meno embricato su più serie (da 2 a 3). Il ricettacolo, convesso, è sprovvisto di pagliette avvolgenti la base dei fiori. Diametro degli involucri: 12 - 25 mm.
Fiori.  I fiori sono tetra-ciclici (formati cioè da 4 verticilli: calice – corolla – androceo – gineceo) e pentameri (calice e corolla formati da 5 elementi). Si distinguono in:
- fiori del raggio (esterni): da 21 a 34 per capolino, sono femminili, sterili e sono disposti su una serie; la forma è ligulata (zigomorfa);
- fiori del disco (centrali): sono più numerosi (da 100 a 150) con forme brevemente tubulose (attinomorfe); sono ermafroditi fertili.

- Formula fiorale:

*/x K {\displaystyle \infty }, [C (5), A (5)], G 2 (infero), achenio
- Calice: i sepali del calice sono ridotti ad una coroncina di squame.

- Corolla:

- fiori del raggio: la forma della corolla alla base è più o meno tubulosa, mentre all'apice è ligulata con forme da ovali a lineari; la ligula può terminare con alcuni denti; il colore è bianco;
- fiori del disco: la forma è tubulare-cilindrica, mentre all'apice si allarga in modo campanulato bruscamente divaricata in 5 lobi; i lobi, patenti o eretti, hanno una forma deltata; il colore in genere è giallo.

- Androceo: l'androceo è formato da 5 stami (alternati ai lobi della corolla) sorretti da filamenti generalmente liberi e sottili; gli stami sono connati e formano un manicotto circondante lo stilo. Le antere possono essere sia di tipo basifissa che medifissa (ossia attaccate al filamento per la base – nel primo caso; oppure in un punto intermedio – nel secondo caso).[13] Questa caratteristica ha valore tassonomico in quanto distingue i generi gli uni dagli altri. Le basi delle antere sono ottuse con appendice apicale ovata o ellittico-ovata. Il tessuto endoteciale (rivestimento interno dell'antera) non è polarizzato. Il polline è sferico con un diametro medio di circa 25 micron;  è tricolporato (con tre aperture sia di tipo a fessura che tipo isodiametrica o poro) ed è più o meno echinato (con punte sporgenti).

- Gineceo: l'ovario è infero uniloculare formato da 2 carpelli. Lo stilo (il recettore del polline) è profondamente bifido (con due stigmi divergenti) e con le linee stigmatiche marginali separate o contigue. I due bracci dello stilo hanno una forma troncata e possono essere papillosi o ricoperti da ciuffi di peli.

Frutti. I frutti sono degli acheni senza pappo. Gli acheni hanno una forma strettamente obovoide (diritta o leggermente curva) con 8 - 12 coste longitudinali; l'apice in genere è arrotondato con un anello marginale. Il pericarpo è privo delle cellule mucillaginifere e delle sacche di resina.

## Biologia
Impollinazione: l'impollinazione avviene tramite insetti (impollinazione entomogama tramite farfalle diurne e notturne).

Riproduzione: la fecondazione avviene fondamentalmente tramite l'impollinazione dei fiori (vedi sopra).

Dispersione: i semi (gli acheni) cadendo a terra sono successivamente dispersi soprattutto da insetti tipo formiche (disseminazione mirmecoria). In questo tipo di piante avviene anche un altro tipo di dispersione: zoocoria. Infatti gli uncini delle brattee dell'involucro (se presenti) si agganciano ai peli degli animali di passaggio disperdendo così anche su lunghe distanze i semi della pianta. Inoltre per merito del pappo (se presente) il vento può trasportare i semi anche a distanza di alcuni chilometri (disseminazione anemocora).

## Distribuzione e habitat
Le specie di questo genere sono distribuite in Europa orientale, Cina nord-orientale (in America del Nord Est è introdotta e naturalizzata).

## Sistematica
La famiglia di appartenenza di questa voce (Asteraceae o Compositae, nomen conservandum) probabilmente originaria del Sud America, è la più numerosa del mondo vegetale, comprende oltre 23.000 specie distribuite su 1.535 generi, oppure 22.750 specie e 1.530 generi secondo altre fonti (una delle checklist più aggiornata elenca fino a 1.679 generi). La famiglia attualmente (2021) è divisa in 16 sottofamiglie; la sottofamiglia Asteroideae è una di queste e rappresenta l'evoluzione più recente di tutta la famiglia.

### Filogenesi
Il gruppo di questa voce è descritto nella tribù Anthemideae, una delle 21 tribù della sottofamiglia Asteroideae). In base alle ultime ricerche nella tribù sono stati individuati (provvisoriamente) 4 principali lignaggi (o cladi): "Southern hemisphere grade", "Asian-southern African grade", "Eurasian grade" e "Mediterranean clade". Il genere  Leucanthemella (insieme alla sottotribù Artemisiinae) è incluso nel clade Asian-southern African grade..
Da un punto di vista filogenetico il genere Leucanthemella occupa, nell'ambito della sottotribù, una posizione basale insieme ai generi Artemisiella ,  Brachanthemum, Hulteniella, Lepidolopha, Hippolytia e Nipponanthemum . In tassonomie precedenti il genere di questa voce era descritto all'interno del "Handelia Group".
I caratteri distintivi del genere sono:
- i fiori del raggio sono sterili;
- il ricettacolo è sparsamente peloso o glabro;
- gli acheni sono più o meno privi di corona.

Il numero cromosomico delle specie di questo genere è: 2n = 18.
In base all'"orologio molecolare" questo genere ha iniziato a divergere tra 4 e 3 milioni di anni fa insieme ai generi Stilpnolepis, Phaeostigma e Filifolium .

### Elenco delle specie
Questo genere ha 2 specie:
- Leucanthemella linearis (Matsum.) Tzvelev
- Leucanthemella serotina  (L.) Tzvelev

### Sinonimi
Sono elencati alcuni sinonimi per questa entità:
- Decaneurum Sch.Bip.